# 博揚·克爾基奇
博扬·克尔基奇·佩雷斯（發音：[bǒjan kr̩̂kitɕ pěrez]；1990年8月28日—），多簡稱為博扬（Bojan），西班牙退役足球運動員，司職前鋒，最後效力於日職神戶勝利船。
博扬的父親是塞爾維亞人，曾在80年代效力贝尔格莱德红星，而其母親玛丽亚·露易莎·佩雷斯，是一名加泰罗尼亚人，曾任職護士。在1997年，博扬成為了巴塞罗那青年軍的一員。2014年7月轉投斯托克城。

## 球員生涯
巴塞隆拿
2007-08賽季
博扬出生於1990年8月28日，父親是塞爾維亞人，母親是加泰羅尼亞人。博扬1999年加入巴塞隆拿，在巴塞梯隊的7年間總共攻入了超過900球。平均下來幾乎是一場比賽進3球。2006/07賽季博揚加入巴塞B隊，雖然B隊最終降級，但是博揚表現出色，15場比賽進9球3助攻的表現堪稱高效，同時他也在低級聯賽磨練了自己的對抗能力，為加入一隊作最後的准備。
博扬于2007-08赛季初，同杜斯山度士一起被主帅列卡特擢升入巴塞隆拿一隊，并于2007年9月16日完成在巴塞隆拿一隊的处子秀，对手为奥萨苏纳。三天后，博扬又在歐聯对里昂的比赛中以17岁零22天的年龄成为了冠军杯历史上出场的年龄最小的球员。同年10月20日，博扬在对比利亞雷阿爾的比赛中完成了首次西甲首发，并在第25分钟攻入他升入一隊以来的第1球，同时亦创造了巴塞隆拿历史上年龄最小的联赛入球者记录，前紀錄保持者美斯創造的入球紀錄是17歲10個月零7天，而博扬的新紀錄是17歲零52天。
博扬于2008年4月1日对沙尔克04的比赛中攻入了个人的冠军杯处子球，助球队以1-0获胜。同时他也以17岁零216天的年龄成为冠军杯第二年轻入球者，仅次于1997-98年球季的奧林比亞高斯加纳球員皮特·奥福里夸耶之后。
2008-09賽季

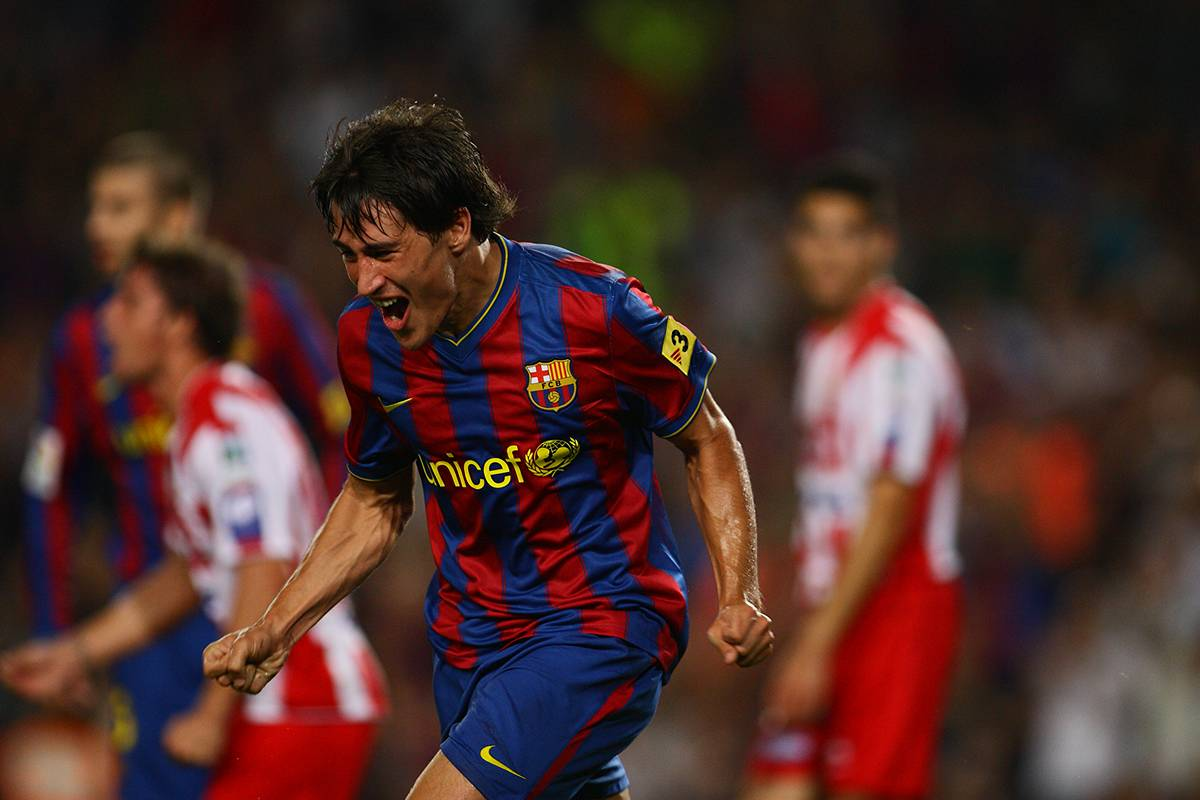
博揚在2009年

由於森保達離隊，博揚被分配11號球衣。經過14場比賽（其中13場為後備上陣），博揚結束了入球荒，攻入兩個入球協助球隊以2-0擊敗艾美利亞。儘管上陣時間較少，但博揚也能協助巴塞隆那第19次赢得西甲聯賽冠軍。他還協助球隊第25次赢得西班牙國王杯，他在整個國王盃淘汰賽中合共攻入五球，其中包括決賽對陣畢爾包。但在對陣曼聯的2009年欧洲冠军联赛决赛博揚並沒有上陣，最終巴塞隆拿以2-0勝出，協助球隊成為西班牙足球史上首支三冠王隊伍。博揚為巴塞隆拿第100次正式比賽上陣是在西甲聯賽作客對畢爾包，他送出了一個助攻給美斯。
2009-10賽季
博揚在本賽季取得一個好開始，在新賽季第一場賽事對陣希杭便取得入球，協助球隊以3-0勝出。接着博揚也協助巴塞隆拿赢得三項專屬於冠軍之間的賽事，包括西班牙超级杯冠军、欧洲超级杯冠军及世界冠軍球會盃冠軍，完成世界足壇絕無僅有的一次「大滿貫」。在這賽季博揚在各項賽事合共上陣36場，攻入12個入球，協助球隊成功衛冕西甲聯賽冠軍。
2010-11賽季
在伊布拉西莫维奇被租借到AC米蘭後，博揚接下了9號球衣。本賽季，博揚的位置排在梅西、佩德羅和新簽約的大衛韋拿之後。在國王杯對陣休達的比賽中，博揚第一次在正式比賽中擔任巴塞羅那的隊長。在對阿爾梅里亞的比賽中，他替補上場，在 8-0 的勝利中攻入第六球和第八球，之後又在對皇馬的國家打吡中替補上場，在著名的 5-0 勝利中交出助攻。在西甲對皇家社會的比賽中，博揚再次替補上場，在 5-0 的勝利中攻入第五球。在巴塞隆納1-1戰平塞維利亞的比賽中，他接丹尼阿爾維斯的助攻打入了關鍵的聯賽進球，然後在對赫塔菲的比賽中打入一球，標誌著他代表巴塞隆拿的第100次聯賽出場。

## 國家隊

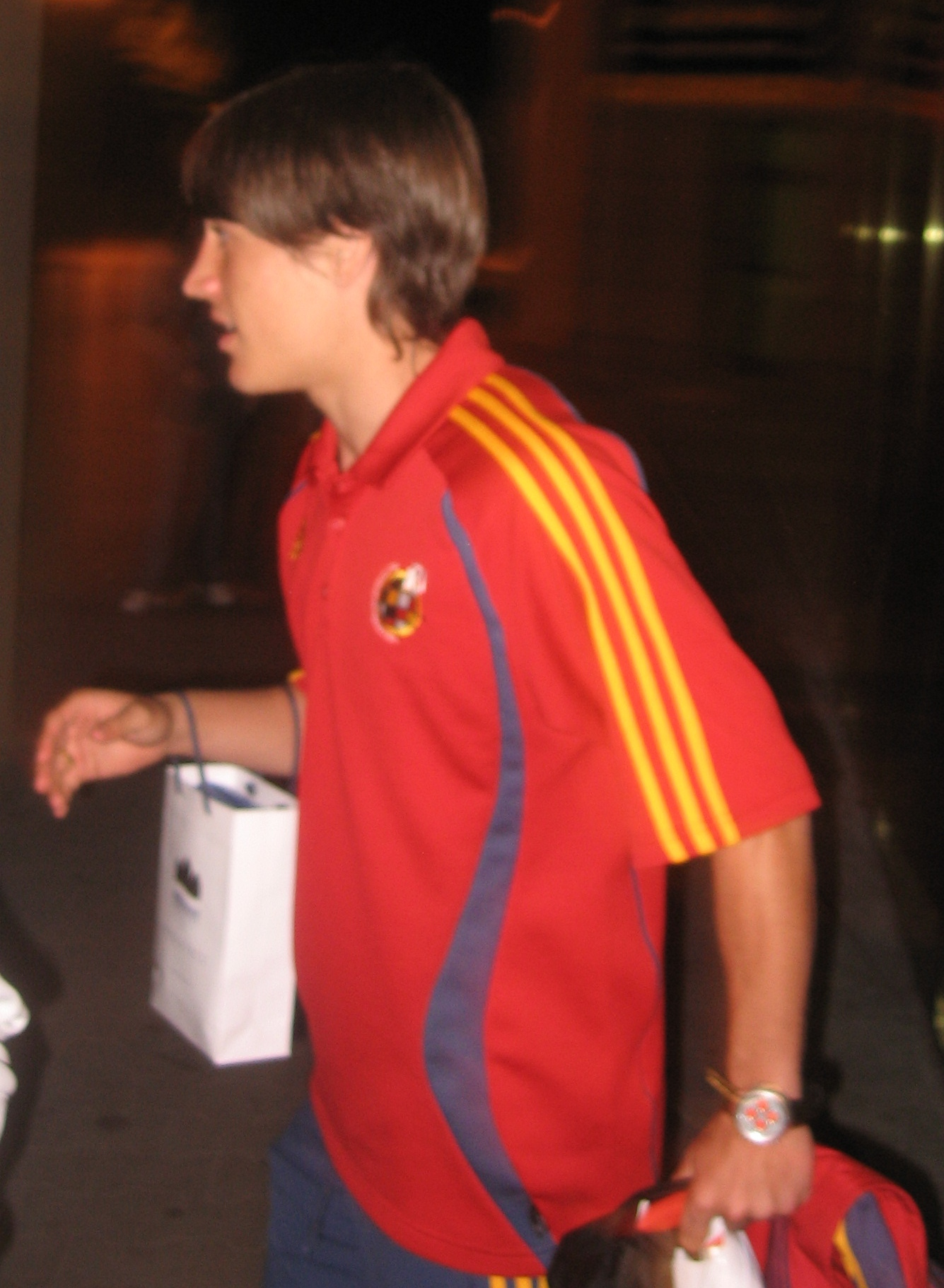
博揚為U-21出賽

縱使博揚擁有塞爾維亞血統，他仍然選擇代表西班牙，他曾代表西班牙U17參加世界少年足球錦標賽及歐洲少年足球錦標賽。也曾入選西班牙國家足球隊成年隊。但未能入選2010年世界盃的名單。

## 榮譽
巴塞隆拿
- 西班牙甲組足球聯賽 冠軍：2008/09年、2009/10年、2010/11年
- 西班牙國王盃 冠軍：2008/09年
- 西班牙超級盃 冠軍：2009年
- 歐洲聯賽冠軍盃 冠軍：2008/09年、2010/11年
- 欧洲超级杯 冠軍：2009年
- 國際足協世界冠軍球會盃 冠軍：2009年

蒙特利爾衝擊
- 加拿大足球錦標賽 冠軍：2019年

西班牙國家隊
- 歐洲少年足球錦標賽 冠軍：2007年
- 世界少年足球錦標賽 亞軍：2007年

個人
- 歐洲少年足球錦標賽金球獎：2007年
- 世界少年足球錦標賽銅球獎：2007年
- 西班牙甲組聯賽最佳新秀：2008年